# Capitan Onedin
Capitan Onedin (The Onedin Line) è una serie televisiva britannica in 91 episodi trasmessi per la prima volta nel corso di 8 stagioni dal 1971 al 1980.
È una serie d'avventura ambientata a Liverpool tra il 1860 e il 1886 e incentrata sulla nascita e sul consolidamento di una compagnia di navigazione, la Onedin Line (dal nome del suo proprietario James Onedin). Intorno a questo tema centrale intercorrono le vite dei componenti della sua famiglia, in particolare del fratello e partner Robert e di sua sorella Elizabeth. La serie illustra anche alcuni dei cambiamenti dell'epoca nel business della navigazione, come il passaggio nella costruzione delle navi dal legno all'acciaio e quello dai velieri alle navi a vapore. La serie mostra inoltre il ruolo che le compagnie di navigazione svolsero in affari di stato come la politica internazionale e il commercio degli schiavi.

## Personaggi e interpreti
- James Onedin (91 episodi, 1971-1980), interpretato da Peter Gilmore.
- Elizabeth Frazer (81 episodi, 1971-1980), interpretata da Jessica Benton.
- Capitano Baines (79 episodi, 1971-1980), interpretato da Howard Lang.
- Sarah Onedin (50 episodi, 1971-1979), interpretata da Mary Webster.
- Robert Onedin (41 episodi, 1971-1978), interpretato da Brian Rawlinson.
- Daniel Fogarty (35 episodi, 1971-1974), interpretato da Michael Billington.
- Anne Webster (29 episodi, 1971-1972), interpretata da Anne Stallybrass.
- Letty Gaunt (27 episodi, 1976-1979), interpretata da Jill Gascoine.
- Charlotte Onedin (27 episodi, 1977-1980), interpretata da Laura Hartong.
- Albert Frazer (24 episodi, 1971-1972), interpretato da Philip Bond.
- Samuel Onedin (23 episodi, 1977-1980), interpretato da Christopher Douglas.
- Mr. Dunwoody (20 episodi, 1971-1980), interpretato da John Rapley.
- Capitano Webster (15 episodi, 1971-1974), interpretato da James Hayter.
- Sir Daniel Fogarty (14 episodi, 1977-1979), interpretato da Tom Adams.
- William Frazer (14 episodi, 1977-1979), interpretato da Marc Harrison.
- Leonora Biddulph (13 episodi, 1973-1974), interpretata da Kate Nelligan.
- Caroline Maudslay (12 episodi, 1973-1974), interpretato da Caroline Harris.
- Jack Frazer (11 episodi, 1972-1976), interpretato da John Phillips.
- Robert Onedin (11 episodi, 1972-1974), interpretato da James Garbutt.
- Emma Callon (10 episodi, 1972-1973), interpretata da Jane Seymour.
- Mr. Callon (9 episodi, 1971-1972), interpretato da Edward Chapman.
- Mrs. Gibson (9 episodi, 1977-1980), interpretata da Patricia Prior.
- Matt Harvey (9 episodi, 1976), interpretato da Ken Hutchison.
- Seth Burgess (8 episodi, 1979), interpretato da Michael Walker.
- Tom Arnold (6 episodi, 1979-1980), interpretato da Keith Jayne.
- Rowland Biddulph (6 episodi, 1973-1979), interpretato da Robert James.
- Max Van Der Rheede (6 episodi, 1980), interpretato da Frederick Jaeger.
- Harris (5 episodi, 1976-1977), interpretato da Frank Gatliff.

## Produzione
La serie fu prodotta da British Broadcasting Corporation e girata in Inghilterra. Le musiche furono composte da Aram Khachaturyan e Anthony Isaac.

### Registi
Tra i registi sono accreditati:
- Gerald Blake in 12 episodi (1972-1978)
- Peter Graham Scott in 8 episodi (1971-1974)
- David Reynolds in 7 episodi (1979)
- David Sullivan Proudfoot in 5 episodi (1972-1973)
- David Cunliffe in 4 episodi (1971-1972)
- Roger Jenkins in 4 episodi (1972-1974)
- Ben Rea in 4 episodi (1972)
- Lennie Mayne in 3 episodi (1976-1977)
- Michael Hayes in 3 episodi (1976)
- Jonathan Alwyn in 3 episodi (1977)
- Gilchrist Calder in 3 episodi (1978-1980)
- Paul Ciappessoni in 2 episodi (1971-1977)
- Peter Cregeen in 2 episodi (1971)
- Viktors Ritelis in 2 episodi (1971)
- Martyn Friend in 2 episodi (1973)
- Douglas Camfield in 2 episodi (1976)
- Raymond Menmuir in 2 episodi (1976)
- Geraint Morris in 2 episodi (1977-1978)
- Pennant Roberts in 2 episodi (1979)
- Stephen Butcher
- Peter Grimwade
- Andrew Morgan

### Sceneggiatori
Tra gli sceneggiatori sono accreditati:
- Cyril Abraham in 69 episodi (1971-1979)
- Martin Worth in 10 episodi (1972-1977)
- Alun Richards in 9 episodi (1971-1976)
- David Weir in 4 episodi (1971-1974)
- Allan Prior in 4 episodi (1972-1977)
- Ian Curteis in 4 episodi (1976-1977)
- Mervyn Haisman in 4 episodi (1977-1979)
- Barry Thomas in 2 episodi (1971-1973)
- Moris Farhi in 2 episodi (1972-1973)
- Bruce Stewart in 2 episodi (1972)
- John Lucarotti in 2 episodi (1974-1978)
- Nick McCarty in 2 episodi (1978-1979)
- Douglas Watkinson in 2 episodi (1978-1979)
- Roger Parkes in 2 episodi (1979)
- Simon Masters

## Distribuzione
La serie fu trasmessa nel Regno Unito dal 15 ottobre 1971 al 26 ottobre 1980  sulla rete televisiva BBC One. In Italia è stata trasmessa con il titolo Capitan Onedin.
Alcune delle uscite internazionali sono state:
- nel Regno Unito il 15 ottobre 1971 (The Onedin Line)
- nei Paesi Bassi il 3 settembre 1972
- in Germania Ovest l'8 novembre 1972 (Die Onedin Linie)
- in Francia il 19 dicembre 1973 (La grande Aventure de James Onedin)
- in Austria il 4 gennaio 1974
- in Svezia il 3 settembre 1974 (Onedinlinjen)
- in Svizzera il 15 aprile 1977
- in Romania il 21 agosto 2077 (Linia maritimă Onedin)
- in Spagna (La línea Onedin)
- in Finlandia (Merilinja)
- in Italia (Capitan Onedin)

## Episodi
| Stagione         | Episodi | Prima TV Regno Unito | Prima TV Italia |
| ---------------- | ------- | -------------------- | --------------- |
| Prima stagione   | 15      | 1971-1972            |                 |
| Seconda stagione | 14      | 1972                 |                 |
| Terza stagione   | 13      | 1973-1974            |                 |
| Quarta stagione  | 10      | 1976                 |                 |
| Quinta stagione  | 10      | 1977                 |                 |
| Sesta stagione   | 10      | 1978                 |                 |
| Settima stagione | 10      | 1979                 |                 |
| Ottava stagione  | 9       | 1980                 |                 |